# Táu Quảng Tây
Vatica guangxiensis là một loài thực vật thuộc họ Dipterocarpaceae đặc hữu của Trung Quốc.